# Граса, Тьерри
Тьерри Рамос да Граса (порт. Thierry Ramos da Graça, род. 27 января 1995, Минделу, Кабо-Верде) — кабо-вердианский футболист, выступающий на позиции вратаря в Батуке.

## Клубная карьера
Тьерри Граса родился 27 января 1995 года в городе Минделу, Кабо-Верде.
Футболу стал обучаться на родине в академии «Батука». В возрасте 18 лет переехал в Португалию, где продолжил обучаться в академиях «Оэйраса» и «Бенфики».
На профессиональном уровне дебютировал за второй состав «Бенфики». Первый матч за клуб провёл против «Санта-Клары». ВстречА закончилась результативной ничьей со счётом 1:1. Всего за клуб провёл 59 матчей.
1 июля 2016 года перешёл в «Эшторил». За клуб дебютировал в матче против «Фейренсе». Встреча закончилась поражением со счётом 2:0. Всего за клуб провёл 29 матчей.
В 2020 году переходит в клуб кипрской лиги из Катокопиа Доксу. Первый матч провёл против Эносиса. Встреча закончилась минимальным поражением со счётом 1:0. Всего за клуб провёл 10 матчей.
В 2021 году Граса возвращается в Португалию, оформив контракт с клубом 5 дивизиона Португалии Аморой. Первый матч провёл против «Лузитано». Встреча закончилась победой со счётом 2:0. Всего за клуб провёл 4 матча.
В настоящее время игрок выступает на родине, в своём первом клубе «Батуке».

## Карьера в сборной
Первый матч за сборную провёл 12 октября против сборной Танзании. Встреча закончилась победой 3:0. Всего за сборную провёл 3 матча, в которых пропустил 3 мяча.